# Elimination Chamber (2020)
Elimination Chamber (2020) (znane w Niemczech jako No Escape (2020)) – gala wrestlingu wyprodukowana przez federację WWE dla zawodników z brandów Raw i SmackDown. Odbyła się 8 marca 2020 w Wells Fargo Center w Filadelfii w stanie Pensylwania. Emisja była przeprowadzana na żywo za pośrednictwem WWE Network oraz w systemie pay-per-view. Była to dziesiąta gala w chronologii cyklu Elimination Chamber.
Podczas gali odbyło się osiem walk, w tym jedna podczas pre-show. W walce wieczoru, Shayna Baszler z NXT wygrała Raw Women’s Elimination Chamber match zyskując miano pretendentki do Raw Women’s Championship przeciwko Becky Lynch na WrestleManii 36. W innych ważnych walkach, Aleister Black pokonał AJ Stylesa w No Disqualification matchu, Sami Zayn, Shinsuke Nakamura i Cesaro pokonali Brauna Strowmana w 3-on-1 Handicap matchu, a Zayn ponieważ przypiął Strowmana i zdobył jego Intercontinental Championship oraz The Miz i John Morrison obronili SmackDown Tag Team Championship w SmackDown Tag Team Elimination Chamber matchu. Na gali nie odbyła się żadna walka o światowe mistrzostwo.
Gala ta była ostatnią galą WWE pay-per-view, które odbyła się przed biletowaną publicznością na żywo, zanim 11 marca Światowa Organizacja Zdrowia (WHO) ogłosiła pandemię COVID-19. Następnego dnia promocja przesuneła większość swoich występów, w tym WrestleManię 36, do WWE Performance Center w Orlando na Florydzie bez obecności fanów. Od sierpnia mieli wirtualnych fanów dzięki biobezpiecznej bańce WWE ThunderDome. WrestleMania 37, która odbyła się w kwietniu 2021 roku, była pierwszym wydarzeniem WWE od czasu Elimination Chamber, które odbyło się przed publicznością z biletami na żywo, a w połowie lipca firma wznowiła trasę na żywo, gdzie pierwszym pay-per-view na tej trasie było Money in the Bank.

## Produkcja
Elimination Chamber oferowało walki profesjonalnego wrestlingu z udziałem wrestlerów należących do brandów Raw i SmackDown. Oskryptowane rywalizacje (storyline’y) kreowane są podczas cotygodniowych gal Raw i SmackDown. Wrestlerzy są przedstawieni jako heele (negatywni, źli zawodnicy i najczęściej wrogowie publiki) i face’owie (pozytywni, dobrzy i najczęściej ulubieńcy publiki), którzy rywalizują pomiędzy sobą w seriach walk mających budować napięcie. Kulminacją rywalizacji jest walka wrestlerska lub ich seria.

### Rywalizacje
17 lutego, ogłoszono walkę kobiet Elimination Chamber match pod brandem Raw, aby wyłonić pretendentkę do walki o Raw Women’s Championship z Becky Lynch na WrestleManii 36. Ogłoszono, że w walce zmierzą się ze sobą: Natalya, Liv Morgan, Asuka, Ruby Riott, Sarah Logan i Shayna Baszler z NXT, która ponownie rozpaliła swój feud z Lynch z Survivor Series, zastawiając na nią zasadzkę w poprzednim odcinku Raw.
31 stycznia na odecinku SmackDown, Braun Strowman pokonał Shinsuke Nakamurę (z Sami Zaynem i Cesaro w jego narożniku), zdobywając Intercontinental Championship. 28 lutego, odbyło się podpisanie kontraktu na walkę o tytuł na Elimination Chamber. Zmęczony słysząc tyrady Zayna, Strowman podpisał kontrakt, stwierdzając, że niezależnie od tego, kto jeszcze go podpisał, wiedział, że w zasadzie będzie musiał stawić czoła wszystkim trzem na tej gali. Zayn wykorzystał okazję i on, Nakamura i Cesaro podpisali kontrakt, dzięki czemu był to 3-on-1 handicap match o Intercontinental Championship Strowmana podczas gali.
Na Super ShowDown, The Miz i John Morrison pokonali The New Day (Big E i Kofi Kingston) i zdobyli SmackDown Tag Team Championship. Następnej nocy na SmackDown ogłoszono, że Miz i Morrison będą bronić tytułu w Tag Team Elimination Chamber matchu na gali. Zawodnicy ogłoszeni w walce oprócz mistrzów to: The New Day (Big E i Kingston), The Usos (Jey Uso i Jimmy Uso), Heavy Machinery (Otis i Tucker), Lucha House Party (Gran Metalik i Lince Dorado) oraz Dolph Ziggler i Robert Roode. W następnym tygodniu Ziggler i Roode wygrali Tag Team Gauntlet match aby weszli do komnaty jako ostatni.
Na Super ShowDown, Seth Rollins i Murphy utrzymali Raw Tag Team Championship przeciwko The Street Profits (Angelo Dawkins i Montez Ford). Na następnym odcinku Raw, The Street Profit dostali ostatnią szansę na zdobycie tytułu, w której pokonali Rollinsa i Murphy’ego, aby zdobyć tytuł. Później na backstage’u Rollins i Murphy rzucili wyzwanie The Street Profits na rewanż o tytuł na Elimination Chamber, który został oficjalnie potwierdzony.
24 lutego na odcinku Raw, The O.C. (AJ Styles, Luke Gallows i Karl Anderson) zaatakowali Aleistera Blacka na backstage’u. Black następnie wyzwał Stylesa na walkę w następnym tygodniu, jednak Styles powiedział, że Black będzie musiał pokonać Gallowsa i Andersona, zanim będzie mógł zmierzyć się ze Stylesem. Black pokonał Gallowsa i Andersona w oddzielnych walkach, po czym Styles zmierzył się i pokonał Blacka. Na Elimination Chamber ogłoszono rewanż w stypulacji No Disqualification match pomiędzy Blackiem i Stylesem.
W Royal Rumble Kickoff, Andrade (w towarzystwie Zeliny Vegi) obronił United States Championship przeciwko Humberto Carrillo. Następnie Carrillo wygrał rewanż na następnym Raw przez dyskwalifikację z powodu ingerencji Vegi. Po walce Carrillo wykonał Hammerlock DDT na Andrade na odsłoniętym betonie, tak jak Andrade wcześniej zrobił Carrillo w grudniu. Kiedy Andrade był nieobecny przez następny miesiąc, Vega wychowała swojego nowego współpracownika, Angela Garzę z NXT, kuzyna Carrillo. Obaj następnie feudowali, gdzie Garza pokonał Carrillo na Super ShowDown. 2 marca na odcinku Raw, Carrillo połączył siły z Reyem Mysterio, aby zmierzyć się z Andrade i Garzą, gdzie Carrillo przypiął Andrade. To zapewniło Carrillo kolejną walkę o United States Championship przeciwko Andrade na Elimination Chamber.
Na backstage’u 21 lutego na odcinku SmackDown, do Daniela Bryana podszedł Drew Gulak, który twierdził, że zna wszystkie słabości Bryana. 6 marca Bryan wyzwał Gulaka na pojedynek na Elimination Chamber, który później został potwierdrzony.

## Wyniki walk
| Nr                                                                   | Wyniki | Stypulacje | Czas  |
| -------------------------------------------------------------------- | --- | --- | ----- |
| 1P                                                                   | The Viking Raiders (Erik i Ivar) pokonali Curta Hawkinsa i Zacka Rydera | Tag Team match                                                                                                  | 4:50  |
| 2                                                                    | Daniel Bryan pokonał Drew Gulaka poprzez techniczne poddanie | Singles match                                                                                                   | 14:20 |
| 3                                                                    | Andrade (c) (z Zeliną Vegą) pokonał Humberto Carrillo | Singles match o WWE United States Championship                                                                  | 12:20 |
| 4                                                                    | The Miz i John Morrison (c) pokonali The New Day (Big E i Kofiego Kingstona), The Usos (Jeya Uso i Jimmy’ego Uso), Heavy Machinery (Otisa i Tuckera), Lucha House Party (Grana Metalika i Lince’a Dorado) oraz Dolpha Zigglera i Roberta Roode’a | Elimination Chamber match o WWE SmackDown Tag Team Championship                                                 | 32:55 |
| 5                                                                    | Aleister Black pokonał AJ Stylesa (z Lukiem Gallowsem i Karlem Andersonem) | No Disqualification match                                                                                       | 23:15 |
| 6                                                                    | The Street Profits (Angelo Dawkins i Montez Ford) (c) pokonali Setha Rollinsa i Murphy’ego (z Akamem i Rezarem) | Tag Team match o WWE Raw Tag Team Championship                                                                  | 18:30 |
| 7                                                                    | Sami Zayn, Shinsuke Nakamura i Cesaro pokonali Brauna Strowmana (c) | 3-on-1 Handicap match o WWE Intercontinental Championship Zayn zdobył tytuł, ponieważ to on przypiął Strowmana. | 8:30  |
| 8                                                                    | Shayna Baszler pokonała Natalyę, Liv Morgan, Asukę, Ruby Riott i Sarah Logan | Elimination Chamber match o miano pretendentki do WWE Raw Women’s Championship na WrestleManii 36               | 21:00 |
| (c) – mistrz/mistrzyni przed walkąP – walka miała miejsce w pre-show | | |       |

### Tag Team Elimination Chamber match
| Nr. eliminacji | Drużyna                                         | Nr. wejściowy | Wyeliminowani przez               | Metoda eliminacji                                                                   | Czas  |
| -------------- | ----------------------------------------------- | ------------- | --------------------------------- | ----------------------------------------------------------------------------------- | ----- |
| 1              | Lucha House Party (Gran Metalik i Lince Dorado) | 3             | Heavy Machinery                   | Otis przypiął Dorado po wykonaniu Compactor                                         | 17:15 |
| 2              | Heavy Machinery (Otis i Tucker)                 | 5             | Dolpha Zigglera i Roberta Roode’a | Ziggler i Roode przypieli Tuckera po wykonaniu Glorious DDT                         | 23:45 |
| 3              | Dolph Ziggler i Robert Roode                    | 6             | The Usos                          | The Usos przypięli Zigglera i Roode’a po wykonianiu dwóch Splashy ze szczytu komory | 25:15 |
| 4              | The New Day (Big E i Kofi Kingston)             | 2             | The Miza i Johna Morrisona        | Miz i Morrison przypięli Kingstona po nieudanym skoku ze szczytu komory             | 29:05 |
| 5              | The Usos (Jey Uso i Jimmy Uso)                  | 1             | The Miza i Johna Morrisona        | Miz i Morrison przypięli Jimmy’ego ruchem roll-up                                   | 32:55 |
| Zwycięzcy      | The Miz i John Morrison (c)                     | 4             | —                                 | —                                                                                   | 32:55 |

### Żeński Elimination Chamber match
| Nr. eliminacji | Wrestlerka     | Nr. wejściowy | Wyeliminowana przez | Metoda eliminacji                                        | Czas  |
| -------------- | -------------- | ------------- | ------------------- | -------------------------------------------------------- | ----- |
| 1              | Sarah Logan    | 3             | Shaynę Baszler      | Odklepała po założeniu dźwigni Kirifuda Clutch           | 7:50  |
| 2              | Ruby Riott     | 2             | Shaynę Baszler      | Odklepała po założeniu dźwigni Kirifuda Clutch           | 8:15  |
| 3              | Natalya        | 1             | Shaynę Baszler      | Odklepała po założeniu dźwigni Kirifuda Clutch           | 9:30  |
| 4              | Liv Morgan     | 5             | Shaynę Baszler      | Poddana technicznie po założeniu dźwigni Kirifuda Clutch | 15:00 |
| 5              | Asuka          | 6             | Shaynę Baszler      | Poddana technicznie po założeniu dźwigni Kirifuda Clutch | 21:00 |
| Zwyciężczyni   | Shayna Baszler | 4             | —                   | —                                                        | 21:00 |